# Valerià (cònsol 521)
Valerià (en llatí: Iobius Philippus Imelco Valerius; fl 521) va ser cònsol l'any 521, per la part Occidental. El seu col·lega Oriental va ser Flavi Justinià, futur emperador.
Valeri és conegut a través dels Fasti consolari i algunes inscripcions que el mencionen com a cònsol; estudis recents l'han identificat com a Iobio Filippo Imelco Valerio, basant-se en inscripcions al Colosseu que identifiquen els escons reservats als senadors.